# Union Pettenbach
Die Union Pettenbach ist ein Fußballverein aus der oberösterreichischen Marktgemeinde Pettenbach. Der Verein gehört dem Oberösterreichischen Fußballverband (OFV) an und spielt seit der Saison 2012/13 in der Landesliga West, der fünfthöchsten Spielklasse. Die Vereinsfarben sind Rot und Gelb.

## Geschichte
Die Sektion Fußball der Union Pettenbach wurde 1969 gegründet. Die erste Partie wurde am 1. September 1969 in der damaligen 4. Klasse Süd gegen Weyregg bestritten.
Fünf Jahre nach der Gründung stieg die Union in die 2. Klasse auf, drei Jahre darauf in die 1. Klasse. Diese Mannschaft schlug 1977 im Finale des Cups Hertha Wels.
1981 stieg die Union das erste Mal ab. Nach dem Wiederaufstieg 1986 spielte sie zehn Jahre wieder in der 1. Klasse Süd. Nach weiteren sechs Jahren und drei Meistertiteln spielte man schließlich ab der Saison 2001/02 in der Landesliga. Im nächsten Jahr wurde man Zweiter in der Landesliga und stieg zur Saison 2003/04 in die Oberösterreich Liga auf – bis heute die höchste Spielklasse der Union. In dieser Saison verlor man das einzige Spiel im ÖFB-Cup gegen Wacker Tirol mit 0:3. Als 13. stieg man wieder in die Landesliga West ab, in der die Union (mit Ausnahme der Saison 2011/12) bis heute spielt.
In den Saisonen 2015/16 und 2016/17 wurde die Union zwei Mal Zweiter in der Landesliga West, die restlichen Jahre befand man sich eher im Mittelfeld der Tabelle.
2017 fand zum 10. und letzten Mal der Waldhör Junior Cup statt, ein U11-Turnier, an dem U11-Mannschaften von Crystal Palace, RB Leipzig und Bayern München teilgenommen hatten. Namensgebend war der ehemalige Nationalspieler und Pettenbach-Trainer Walter Waldhör, der mit 160 Toren auch Rekordtorschütze der Pettenbacher ist. Neben Waldhör stammt auch der Bundesliga-Spieler Christian Ramsebner aus dem Nachwuchs der Pettenbacher.
Im Jahr 2019 feierte die Union Pettenbach ihr 50-jähriges Jubiläum.
In der Saison 2023/24 wurde eine Spielgemeinschaft mit UFC Grünau eingegangen.
Seit dem Jahr 2011 besitzt Pettenbach auch eine Damenmannschaft, welche zur Saison 2024/25 unter dem Namen SPG Eberstalzell/Pettenbach/Ried i.Trk. in der Frauenklasse OÖ Süd/West zum Einsatz kommt.

## Platzierungen
| Saison  | Liga               | Platzierung | Zusatz                                         | Trainer                           |
| 2023/24 | Landesliga West    | 7           |                                                | Rainer Kührer                     |
| 2022/23 | Landesliga West    | 7           |                                                | Rainer Kührer / Thomas Löberbauer |
| 2021/22 | Landesliga West    | 9           |                                                | Rainer Kührer                     |
| 2020/21 | Landesliga West    | Abgebrochen | CORONA-Abbruch (nach Herbstsaison auf Platz 3) | Rainer Kührer                     |
| 2019/20 | Landesliga West    | Abgebrochen | CORONA-Abbruch (nach Herbstsaison auf Platz 4) | Rainer Kührer                     |
| 2018/19 | Landesliga West    | 10          |                                                | Reinhard Klug / Falko Feichtl     |
| 2017/18 | Landesliga West    | 7           |                                                | Waldhör Walter / Reinhard Klug    |
| 2016/17 | Landesliga West    | 2           |                                                | Waldhör Walter                    |
| 2015/16 | Landesliga West    | 2           |                                                | Waldhör Walter                    |
| 2014/15 | Landesliga West    | 7           |                                                | Waldhör Walter                    |
| 2013/14 | Landesliga West    | 9           |                                                | Brandstätter Jürgen               |
| 2012/13 | Landesliga West    | 3           |                                                | Brandstätter Jürgen               |
| 2011/12 | Landesliga Ost     | 8           |                                                | Brandstätter Jürgen               |
| 2010/11 | Landesliga West    | 8           |                                                | Brandstätter Jürgen               |
| 2009/10 | Landesliga West    | 5           |                                                | Olzinger Alfred                   |
| 2008/09 | Landesliga West    | 5           |                                                | Olzinger Alfred                   |
| 2007/08 | Landesliga West    | 3           |                                                | Waldhör Walter                    |
| 2006/07 | Landesliga West    | 3           |                                                | Waldhör Walter                    |
| 2005/06 | Landesliga West    | 2           |                                                | Waldhör Walter                    |
| 2004/05 | Landesliga West    | 11          |                                                | Krammer Roland – Waldhör Walter   |
| 2003/04 | Oberösterreichliga | 13          | Abstieg in die LL West                         | Waldhör Walter                    |
| 2002/03 | Landesliga         | 2           |                                                | Waldhör Walter                    |
| 2001/02 | Landesliga         | 11          |                                                | Waldhör Walter                    |
| 2000/01 | 2. Landesliga Ost  | 1           | Aufstieg in die LL                             | Waldhör Walter                    |
| 1999/00 | 2. Landesliga Ost  | 8           |                                                | Waldhör Walter                    |
| 1998/99 | 2. Landesliga West | 2           | Versetzung in die 2. LL Ost                    | Waldhör Walter                    |
| 1997/98 | Bezirksliga Süd    | 1           | Aufstieg in die 2. LL West                     | Aitzetmüller Harald               |
| 1996/97 | Bezirksliga Süd    | 11          |                                                | Enzenebner Thomas                 |
| 1995/96 | 1. Klasse Süd      | 1           | Aufstieg in die Bezirksliga Süd                | Enzenebner Thomas                 |
| Quelle: |                    |             |                                                |                                   |